# Калеево (Марий Эл)
Калеево (мар. Калий) — деревня в Сернурском районе Республики Марий Эл. Входит в состав Зашижемского сельского поселения.

## География
Находится в восточной части республики Марий Эл на расстоянии приблизительно 21 км по прямой на восток-северо-восток от районного центра посёлка Сернур.

## История
Известна с 1782 года, когда здесь (починок Елкушево) проживали 15 ревизских душ, мари. В 1836 году в починке числилось 17 семей, 158 человек. В 1859 году в 19 дворах насчитывалось 297 человек. В 1885 году в починке Юлкишев (Калеев) в 49 русских дворах 324 человека. В 1926 году насчитывалось 72 двора. В 1940 году отмечено 49 дворов и 226 человек, в 1996 года 199 хозяйств и 675 человек. В 2005 году учтено 187 домов. В начале 2000-х годов были закрыты последние объекты животноводства. В советское время работали колхозы «Искра», совхоз «Кугушенский», позднее КДП «Кугушенское».

## Население
Население составляло 593 человека (русские 48 %, мари 52 %) в 2002 году, 588 в 2010.